# St. Joseph (Ahütte)

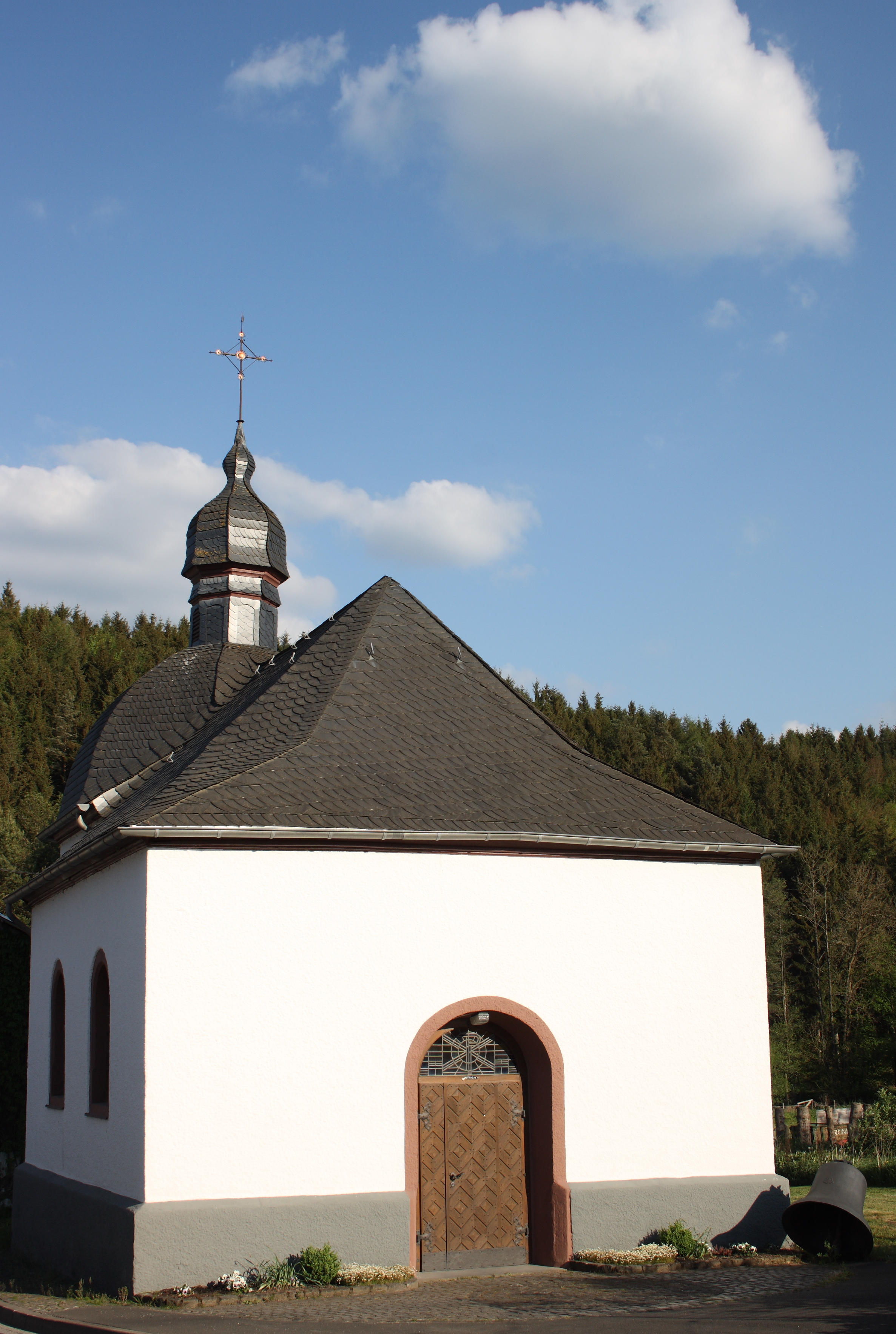
Kirche St. Joseph in Ahütte

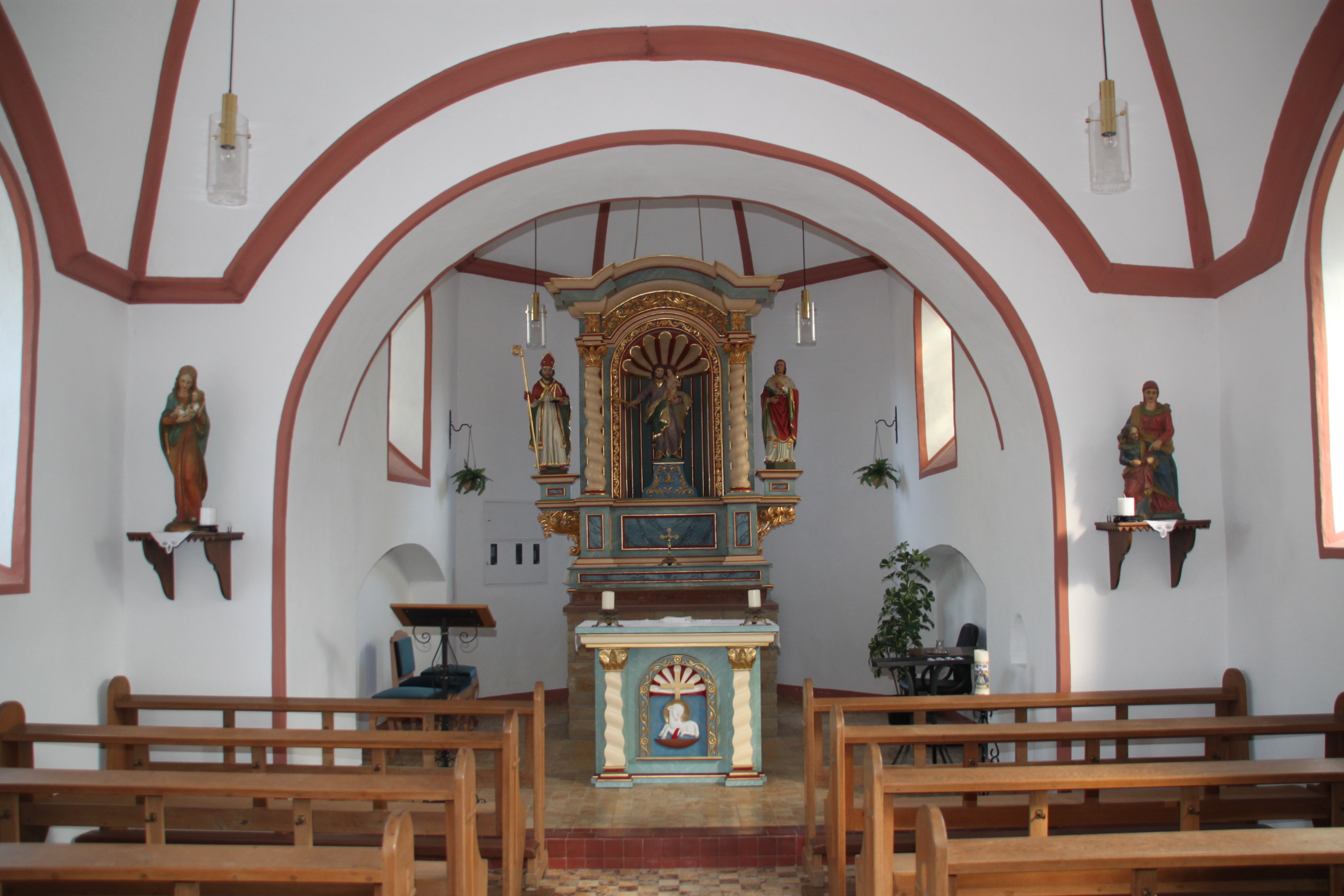
Innenansicht

Die katholische Filialkirche St. Joseph in Ahütte, einem Ortsteil der Ortsgemeinde Üxheim im Landkreis Vulkaneifel in Rheinland-Pfalz, wurde 1705 errichtet. Die Kirche ist ein geschütztes Kulturdenkmal.
Die dem heiligen Josef geweihte Kirche ist ein verputzter barocker Bruchsteinbau mit zwei Achsen. Der Saalbau, dessen quadratisches Schiff eine Seitenlänge von ungefähr sechs Metern besitzt, schließt mit einem dreiseitigen Chor mit einer Breite von 4,15 Meter und einer Tiefe von 5,50 Meter. Das Westportal und die jeweils zwei Fenster an den Traufseiten sind rundbogig geschlossen. Am Westende sind die Ecken des Daches gebrochen und der Chor ist mit einer breiten achtseitigen Kuppel gedeckt, die von einer geschieferten Laterne bekrönt wird.